# Friedemann Scholze
Friedemann Scholze (* 7. Mai 1974 in Halle (Saale)) ist ein deutscher Politiker (FDP). Er war von 2002 bis 2006 Abgeordneter im Landtag von Sachsen-Anhalt.

## Biografie
Friedemann Scholze absolvierte nach dem Schulabschluss 1990 eine Ausbildung zum Krankenpfleger bis 1993. Anschließend war er in verschiedenen Hallenser Krankenhäusern tätig, von 1998 bis 2002 als Betriebsratsvorsitzender.
Scholze trat 1991 in die FDP ein. Er wurde 1997 in den Stadtrat von Halle gewählt, ab 2002 war er dort Fraktionsvorsitzender. Er rückte am 15. November 2002 für die Cornelia Pieper in den Landtag Sachsen-Anhalt nach, dem er bis 2006 angehörte.
Seit 2019 ist er Kreisvorsitzender der FDP Oberspreewald-Lausitz. Er ist verheiratet und Vater von zwei Kindern.